# Charlie Maynard
Charles Adrian MacFie Maynard est un homme politique britannique qui est député de Witney depuis 2024. Membre des Libéraux-démocrates, il remporte le siège face à Robert Courts, membre du Parti conservateur. Maynard est membre du conseil de district de West Oxfordshire depuis 2022.

## Biographie
Maynard étudie la géographie à Christ Church, Oxford, de 1990 à 1993.
Maynard cofonde BDA Partners, une société internationale de conseil en investissement, en 1996. Il préside le Witney Oxford Transport Group, qui milite en faveur d'une voie ferrée reliant Carterton, Witney, Eynsham et Oxford, d'octobre 2020 à novembre 2023.
Lors des élections municipales de 2022, Maynard est élu membre du conseil de district de West Oxfordshire pour le quartier de Standlake, Aston et Stanton Harcourt. Il est membre exécutif du conseil de district pour la planification et le développement durable de novembre 2023 jusqu'à sa démission en mai 2024 pour devenir candidat parlementaire pour Witney.
Maynard est élu député de Witney lors des élections générales de 2024. Il obtient 41,2% des voix et une majorité de 4 339 voix sur le député conservateur sortant Robert Courts, alors solliciteur général pour l'Angleterre et le Pays de Galles, qui occupait le siège depuis 2016,. Maynard est le premier député non conservateur à être député de Witney depuis 1922.